# Drapetis pictitarsis
Drapetis pictitarsis är en tvåvingeart som beskrevs av Engel 1939. Drapetis pictitarsis ingår i släktet Drapetis och familjen puckeldansflugor. Inga underarter finns listade i Catalogue of Life.